# Evil J0rdan
Evil J0rdan (gestileerd als EVIL J0RDAN) is een nummer van de Amerikaanse rapper Playboi Carti . Het werd oorspronkelijk uitgebracht als promotionele single exclusief via Instagram op 15 januari 2024, en werd daarna officieel uitgebracht via AWGE en Interscope Records als het vierde nummer van Carti's derde studioalbum, Music, op 14 maart 2025. Het nummer werd geschreven door Playboi Carti met de producers Ojivolta, Cardo en Johnny Juliano; The Weeknd krijgt de schrijfcredits vanwege een sample van " Popular ".

## Achtergrond en promotie
Op 15 januari 2024 bracht Carti "Evil J0rdan" uit, toen nog getiteld "EvilJ0rdan", met daarbij een videoclip. Het nummer verscheen als deel van een reeks releases in anticipatie op een aankomend project, voorafgegaan door " 2024 ", "Different Day" en " Backr00ms ". Op 8 december 2023 poste hij een preview van het nummer via zijn Instagram-verhaal.
Het werd uiteindelijk onthuld als onderdeel van de tracklist op 14 maart 2025, kort voor de release. "Evil Jordan" bleek een van de drie nummers te zijn die vóór de release al in de previewversie waren opgenomen en op het album zouden komen.

## Compositie
"Evil Jordan" werd omschreven als een "onheilspellende hard-splat-banger" met een "uitgebreide, kolkende, dramatische intro". De intro dient als overgang tussen het voorgaande albumnummer " K Pop " en "Evil Jordan", verbonden door een sample van " Popular " (2023), zoals geïnterpreteerd door The Weeknd, Madonna en Carti zelf. Het nummer heeft een ‘eenvoudig en direct’ ritme, ‘zware 808’s en griezelige strijkerskreten’. Carti duikt ‘in zijn lagere register’ over een ‘demonische productie’. Het werd mede geproduceerd door zijn langdurige medewerker Cardo, die al verschillende 'warm-up'-tracks van Carti had geproduceerd. Het bevat ook een sample van ".357 Magnum Pistol Shot 1: Close Perspective" (1990) van The Hollywood Edge Sound.

## Kritische receptie
In een eerste beoordeling van het album noemde C. Vernon Coleman II van XXL "Evil Jordan" een van de eerste opvallende nummers. Tom Breihan van Stereogum noemde het nummer een van zijn 'favorieten' sinds 'Carti vorig jaar de video in lage resolutie postte'.